# Martina Corgnati
Martina Corgnati (Torino, 6 ottobre 1963) è una storica dell'arte, critica d'arte e storica italiana.

## Biografia
Figlia della cantante Milva e del regista e produttore discografico Maurizio Corgnati, da parte di padre ha una sorellastra, Giuditta, nata il 2 ottobre 1973, di professione cardiologa.
Laureata in Lettere moderne con percorso artistico e in Storia presso l'Università statale di Milano, è docente universitaria e autrice di numerose monografie su artisti contemporanei come Meret Oppenheim, Longobardi, Pinot Gallizio, Enrico Baj, ma si è anche occupata di arte medievale. Ha tenuto numerose conferenze sia in Italia che all'estero. 
Il 9 febbraio 2018, durante la quarta serata del 68º Festival di Sanremo, facendo le veci di sua madre Milva è salita sul palco del Teatro Ariston per ritirare il Premio "Città di Sanremo" alla Carriera, assegnato alla cantante dopo non poche polemiche.
Nel 2023 ha pubblicato il libro Milva. L'ultima diva. Autobiografia di mia madre.

## Vita privata
Martina Corgnati è attualmente compagna di Ugo Volli, critico teatrale, filosofo e anch'egli professore universitario.

## Pubblicazioni
- Dizionario d'arte contemporanea, Feltrinelli, Milano 1994
- La cura di Meret Oppenheim, Skira, Milano 1998
- Dizionario dell'arte del Novecento, Mondadori, Milano 2001
- Artiste, Mondadori, Milano 2004
- Cracking art. Nascita di un'avanguardia, Mazzotta, Milano 2005
- (con U. Volli ed E. Secci) Tsibi Geva, il canto della terra, 2010
- I quadri che ci guardano , Quadrifogli, 2011
- TRANSapPARENT, Lucien Clergue & Bariaa Mourad (eds.), ed. Triton, Barcelona [etc.] 2013
- Meret Oppenheim: afferrare la vita per la coda, Johan and Levi, 2014
- (con G. Caresio e M. Mastroianni), Giorgio Griffa: il paradosso del più nel meno, Gribaudo, 2014
- Impressioniste, Nomos, 2018
- Milva. L'ultima diva. Autobiografia di mia madre , La nave di Teseo, 2023